# 萧新春
肖新春（1909年—1989年6月27日），男，江西永新人，中国人民解放军将领，中国人民解放军开国少将。

## 生平

### 早年
1909年，生于农民家庭。1926年，参加农民协会，任区苏维埃政府交通员。1929年，任区苏维埃政府巡视员。
1932年，任湘赣军区医院6所指导员、第4分院总支书记。1933年，任中国工农红军第六军团17师50团总支书记。1934年，任中国工农红军第二军团4师10团总支书记、军团政治部组织部统计干事、副部长。参加了长征。1935年，任中国工农红军第二军团5师政治部主任、6师16团政委、中国工农红军第二方面军 政治部直属政治处主任。参加了湘赣、湘鄂川黔苏区反“围剿”和长征。

### 抗战与内战时期
历任八路军120师直属队政治处主任、独立2旅政治部主任 、358旅政治部副主任、359旅南下支队直属政治处主任、河南军区第4军分区政治委员兼地委书记。1940年7月4日至5日于山西省兴县以东二十里铺参与奔袭伏击战。参加了晋西北反“扫荡”、百团大战和南下北返等作战。
1947年8月1日，以冀鲁豫军区独立第2旅和太岳军区决死第三纵队及第2、3军分区部队等部合编为晋冀鲁豫军区第八纵队（辖第22、23、24旅)，任二十三旅政治委员。冀鲁豫军区八纵二十三旅在1948年3月开始的临汾战役中，经二十七昼夜地面和地下奋战，于1948年5月17日19时许，成功以坑道做业爆破临汾城垣，二十三旅69团突击队率先攻入临汾城。1948年6月4日，肖新春获“光荣的临汾旅”的锦旗。
1949年2月，华北野战军第1兵团第8纵队23旅改编为华北军区第18兵团第60军179师，肖新春任179师政治委员。1949年4月，华北军区野战军第18兵团（辖第60、61、62军）划归第一野战军建制，任第60军179师政治委员。肖新春参加了临汾战役、晋中战役、运城战役、太原战役和进军大西南。

### 中华人民共和国时期
1950年2月8日，川西军区茂县军分区（由第60军179师兼）成立，肖新春兼任军分区政治委员。
1950年5月，第二野战军和所属兵团番号取消，所辖部队划归西南军区建制，肖新春兼任川西军区茂县军分区政治委员。后任川西军区政治部干部部副部长、部长、中国人民解放军军事学院干部部部长、中国人民解放军军事学院治部副主任兼干部部部长、主任。1955年，授予中国人民解放军少将。
1989年6月27日，肖新春因病在南京逝世，享年80岁。

## 荣誉
肖新春1955年9月被授予授予中国人民解放军少将军衔。荣获二级八一勋章、二级独立自由勋章、一级解放勋章、一级红星勋功勋荣誉章，中国人民政治协商会议第五届全国委员会委员。